# Club Atlético Resistencia Central
El Club Atlético Resistencia Central es una institución deportiva de la ciudad de Resistencia, Chaco, Argentina. Es una entidad multideportiva de las más antiguas de la capital chaqueña, de la cual su disciplina más popular es el fútbol masculino.
En el ámbito profesional de este deporte, Resistencia Central está afiliado a la Liga Chaqueña de fútbol, disputando sus torneos locales, los cuales le permiten clasificar a categorías de mayor rango, dependiendo de las posiciones y/o logros obtenidos en este rubro. En este sentido, Resistencia Central supo ser acreedor de 7 títulos de la Primera División Liguista.
Con la creación en 2004 del Torneo Federativo Chaqueño, regido por la Federación del Fútbol Chaqueño (que nuclea a las 8 ligas de fútbol de la Provincia del Chaco), Resistencia Central supo participar en este Torneo, logrando dos títulos más para su palmares: 2019 y 2023. 
A nivel nacional, participa en el Torneo Regional Federal Amateur para equipos indirectamente afiliados a la Asociación del Fútbol Argentino, disputando la edición 2024-25. Supo tener también participaciones en los antiguos torneos del Interior, Argentino B y Federal B, conquistando como mayor éxito, el ascenso del Torneo del Interior 2013.
Además del mencionado fútbol masculino, también se desarrollan disciplinas como el fútbol femenino, hockey femenino, natación y gimnasia. 
Juega de local en el Estadio Eduardo Baltasar Colombo, el cual a su vez es el epicentro de su Sede Social, ubicada en Avenida Alberdi 1800, destacándose además del estadio, su pileta semiolímpica.

## Historia

### Historia inicial
El Club Atlético Resistencia Central, se fundó un 12 de junio de 1918, por iniciativa de un grupo de socios que vieron en la práctica del fútbol, un medio innovador de desarrollo de actividades físicas. Al momento de su inauguración, ya existían en el medio instituciones como el Club Atlético Sarmiento (fundado en 1910) y el Club Atlético Chaco For Ever (1913), por lo que Central es una de las instituciones más antiguas de la capital chaqueña. 
Su primer espacio físico tuvo lugar en el terreno delimitado por las actuales calles Dónovan, Santiago del Estero, Necochea y Moreno (donde actualmente se encuentra emplazado el edificio de la Escuela Normal Sarmiento), lindero a las vías del exFerrocarril Central Norte Argentino (hoy Ferrocarril General Manuel Belgrano). Posteriormente, el club se traslada al solar delimitado por las calles Juan B. Justo, Los Hacheros, Lisandro de la Torre y avenida 9 de Julio, frente al Hospital Perrando.
Su primera Comisión Directiva fue formada en 1918 bajo el lema “Honor y Lucha”, siendo elegidos Pedro Díaz Acevedo como presidente, Francisco Camors como vicepresidente, Antonio Portillo como Secretario y Diego Tirado como Tesorero. Sin embargo, fue bajo la presidencia de Eduardo Baltazar Colombo que el club obtiene ubicación definitiva, fijando su emplazamiento en el actual terreno de Avenida Alberdi al 1800. Hoy en día, el Estadio de fútbol lleva su nombre.

### Historia reciente
En el Torneo Apertura 2008 de la Liga Chaqueña de fútbol, Resistencia Central se coronó subcampeón con 28 puntos en 13 partidos jugados. Al coronarse subcampeón logró clasificarse automáticamente al Torneo Federativo de la Federación Chaqueña de Fútbol, que consagra una plaza para el Torneo del Interior 2009.
Después de haber pasado a las finales, Resistencia Central perdió contra Sportivo Cultural de Castelli con un resultado global de 5 a 3 (3-1 a la ida y 2-2 a la vuelta). Así el Albo perdió la oportunidad de clasificar para el Torneo del Interior 2009, aunque el arquero de Resistencia Central, Damián Leguizamón, ganó el premio a la valla menos vencida.
Luego en 2009 se consagró campeón del Torneo Clausura, en donde por primera vez en 91 años de vida del club en ese momento, conseguía consagrarse en la Liga Chaqueña de Fútbol, para luego quedarse también con el Torneo Oficial frente al campeón del Apertura, Don Orione. De esa manera empezaba a escribir sus primeras páginas doradas en su larga historia.
En el año 2010 se consagró campeón del Torneo Clausura y el Oficial sumando más títulos a la Institución de la mano del entrenador Christian Talabera. Para el año 2012 Resistencia volvió a consagrarse en el Torneo Apertura y nuevamente en el Torneo Oficial conducido por José Manuel "Joselo" Fernández donde suma dos títulos más en sus vitrinas. En el año 2013 disputó el Torneo del Interior en el cual logró ascender al Torneo Argentino B, luego rebautizado Torneo Federal B. Luego, en 2015 se consagra por séptima vez campeón de la Liga Chaqueña. En la temporada 2017, Resistencia Central accedió a la etapa final por un ascenso al Torneo Federal A, en la que fue eliminado por San Martín de Formosa.
En 2019 volvió a competir por el Torneo de la Federación Chaqueña, arribando a la instancia final junto a Belgrano de la Liga Saenzpeñense. Tras haber empatado en 1 en el encuentro de ida, finalmente Resistencia se proclamó campeón al imponerse por 3-2 en la vuelta, logrando también la clasificación al Torneo Regional Federal Amateur 2020.
Tras haber clasificado, Resistencia fue agrupado en la zona Litoral Norte del Federal Amateur, junto a clubes de las provincias de Corrientes, Misiones, Formosa y Chaco, entre los que destacaban de esta última, el Club Social y Deportivo Fontana y el Club Atlético Villa Alvear, habituales rivales de Resistencia en la Liga Chaqueña de Fútbol. Junto a Villa Alvear, Resistencia Central formó parte del grupo 2. Sin embargo, tras haberse disputado las dos primeras jornadas de la segunda fase, el torneo se interrumpió como consecuencia de la suspensión de actividades deportivas en todo el territorio argentino, debido a la declaración de cuarentena por parte de la Presidencia de la Nación, como consecuencia del brote de COVID-19 del año 2020. Tras el levantamiento de la suspensión, se decidió reorganizar el torneo con 67 de los 98 equipos iniciales. Los restantes 31 anunciaron su renuncia a continuar con este campeonato, figurando Resistencia Central y Villa Alvear entre los renunciantes.

## Uniforme
- Titular: Camiseta blanca con detalles rojos vivos en los hombros y mangas, pantalón blanco y medias rojas.
- Alternativa:

## Rivalidades

### Clásico del Sur
Es el duelo que sostienen Resistencia Central contra el Club Atlético Regional. Si bien inicialmente Regional tuvo sus primeras instalaciones en cercanías de la Estación de trenes del Ferrocarril Central Norte Argentino (hoy Ferrocarril General Belgrano), dando inicio a una rivalidad clásica con el Club Atlético Central Norte Argentino, su posterior traslado hacia el barrio Villa Libertad, en el sur de la Ciudad de Resistencia, le generó una nueva rivalidad con Resistencia Central, que ubicado en el barrio Villa Marín, acaparaba la simpatía de los aficionados de la zona sur de la ciudad. Más allá de los episodios vividos en el ámbito de la Liga Chaqueña de Fútbol, esta rivalidad cuenta con dos episodios a nivel nacional, habiendo ocurrido los mismos durante la fase de grupos del Torneo del Interior 2012, donde los clásicos rivales formaron parte de la Zona 56. El cotejo de ida jugado en el Estadio Baltazar Colombo de Resistencia Central, fue ganado por el elenco local por 3-1, mientras que el cruce de vuelta jugado en el Estadio de Regional, finalizó en un empate 2-2, lo que deja una leve ventaja a favor del "Albo" en el historial nacional.
| Historial Resistencia Central-Regional a nivel nacional | Historial Resistencia Central-Regional a nivel nacional | Historial Resistencia Central-Regional a nivel nacional | Historial Resistencia Central-Regional a nivel nacional | Historial Resistencia Central-Regional a nivel nacional | Historial Resistencia Central-Regional a nivel nacional | Historial Resistencia Central-Regional a nivel nacional | Historial Resistencia Central-Regional a nivel nacional | Historial Resistencia Central-Regional a nivel nacional |
| Torneos                                                 | Temporadas                                              | PJ                                                      | Ganó RC                                                 | PE                                                      | Ganó RG                                                 | Goles RC                                                | Goles RG                                                | Ref.                                                    |
| ------------------------------------------------------- | ------------------------------------------------------- | ------------------------------------------------------- | ------------------------------------------------------- | ------------------------------------------------------- | ------------------------------------------------------- | ------------------------------------------------------- | ------------------------------------------------------- | ------------------------------------------------------- |
| Torneo del Interior                                     | 2012                                                    | 2                                                       | 1                                                       | 1                                                       | 0                                                       | 5                                                       | 3                                                       | [ 13 ]                                                  |

### Villa Alvear
A nivel nacional, el equipo de la Liga Chaqueña de Fútbol que más veces se enfrentó con Resistencia Central, fue el Club Atlético Villa Alvear. Pese a que el enfrentamiento entre estas entidades tiene todos los tintes para ser considerado como un "clásico", tanto por la cercanía de los estadios de cada club (los mismos están separados a 8 cuadras por la calle Miguel Cané), como por ser considerados clubes tradicionales de la Liga Chaqueña o por sus enfrentamientos a nivel nacional, la hinchadas de ambas entidades no se reconocen entre sí como clásicos rivales, aunque, como miembros tradicionales de la Liga Chaqueña, usan estos encuentros para mofarse mutuamente. Pese a esto, ambos clubes llevan un amplio historial de enfrentamientos en las categorías inferiores del ascenso, destacándose sus enfrentamientos en los Torneos del Interior, Federal B  o los Torneos Federales Amateur. En este aspecto, el historial registra 10 enfrentamientos entre las diferentes categorías citadas, mostrando una clara ventaja a favor del "Albo", con 6 triunfos, 2 empates y 2 victorias del "Funebrero".
| Historial Villa Alvear-Resistencia Central | Historial Villa Alvear-Resistencia Central | Historial Villa Alvear-Resistencia Central | Historial Villa Alvear-Resistencia Central | Historial Villa Alvear-Resistencia Central | Historial Villa Alvear-Resistencia Central | Historial Villa Alvear-Resistencia Central | Historial Villa Alvear-Resistencia Central | Historial Villa Alvear-Resistencia Central |
| Torneos                                    | Temporadas                                 | PJ                                         | Ganó VA                                    | PE                                         | Ganó RC                                    | Goles VA                                   | Goles RC                                   | Ref.                                       |
| ------------------------------------------ | ------------------------------------------ | ------------------------------------------ | ------------------------------------------ | ------------------------------------------ | ------------------------------------------ | ------------------------------------------ | ------------------------------------------ | ------------------------------------------ |
| Torneo del Interior                        | 2010                                       | 2                                          | 0                                          | 0                                          | 2                                          | 1                                          | 3                                          | [ 14 ]                                     |
| Torneo Federal B                           | Comp. 2016                                 | 2                                          | 1                                          | 0                                          | 1                                          | 3                                          | 3                                          | [ 15 ]                                     |
| Torneo Federal B                           | 2017                                       | 2                                          | 0                                          | 0                                          | 2                                          | 1                                          | 3                                          | [ 15 ]                                     |
| Torneo Regional Federal Amateur            | 2019                                       | 2                                          | 0                                          | 2                                          | 0                                          | 2                                          | 2                                          | [ 15 ]                                     |
| Torneo Regional Federal Amateur            | 2020                                       | 2                                          | 1                                          | 0                                          | 1                                          | 5                                          | 4                                          | [ 15 ]                                     |
| Totales                                    | Totales                                    | 10                                         | 2                                          | 2                                          | 6                                          | 12                                         | 15                                         | [ 15 ]                                     |

## Palmarés

### Torneos nacionales
- Torneo del Interior (1): 2013

### Torneos regionales
- Liga Chaqueña de Fútbol (7): Clausura 2009, Oficial 2009, Clausura 2010, Oficial 2010, Apertura 2012, Oficial 2012, 2015
- Torneo Federativo (2): 2019. 2023.